# Користін Олексій Юхимович
Олексій Юхимович Користін (14 листопада 1920, місто Глухів, тепер Сумської області — 1989, місто Рівне Рівненської області) — український радянський діяч, голова Ровенського міськвиконкому.

## Біографія
Народився у родині робітника-залізничника. У 1935—1939 роках — студент історичного факультету Глухівського педагогічного технікуму.
З листопада 1939 року — у Червоній армії. У листопаді 1939 — травні 1940 р. — курсант полкової школи. З травня 1940 служив командиром відділення, помічником командира взводу 19-го окремого понтонно-мостового батальйону. Учасник німецько-радянської війни з 1941 року. Служив помічником командира взводу 19-го окремого понтонно-мостового батальйону 18-ї армії Південного фронту, командиром взводу понтонної роти 21-го окремого понтонно-мостового батальйону 60-ї армії. Член ВКП(б).
Після демобілізації закінчив Луцький педагогічний інститут. Працював вчителем історії у школах.
22 січня 1968 — 30 грудня 1981 року — голова виконавчого комітету Ровенської міської ради депутатів трудящих Ровенської області.
Потім — на пенсії у місті Рівне.

## Звання
- старший лейтенант

## Нагороди
- орден Трудового Червоного Прапора
- два ордени «Знак Пошани»
- орден Червоного Прапора
- орден Червоної Зірки (22.10.1943)
- орден Вітчизняної війни 2-го ст. (6.04.1985)
- дві медалі «За відвагу» (4.11.1941, 9.08.1944)
- вісім медалей
- почесний громадянин міста Рівне (21.08.2007, посмертно)